# 何复
何复（1607年—1644年），字貞子，號见元，山东萊州府平度州人。

## 生平
崇祯三年（1630年）庚午科山东鄉試第四十一名舉人，七年（1634年）甲戌科會試三百二十三名，廷試三甲第七十名进士。通政司觀政，本年六月授河南嵩县知县，有击退农民军之功。因忤逆上官，被弹劾谪戍。后因廷臣多有推荐，崇祯十五年（1642年）起用为英山知县，累迁工部主事，进员外郎。十七年（1644年）二月，擢升为保定知府。
农民变军李自成攻陷山西，遣副将军刘方亮由固关向东进犯，京畿震动，真定游击谢嘉福又杀了巡抚徐标，遣使迎接李自成，人情愈发惊惶。摄府事邵宗元赶紧聚众商议守城，何复听说后也兼程骑马入城，邵宗元授以官印。何复认为邵宗元部署已定，建议官印仍由邵宗元佩带，自己只求尽力一同守城。于是去拜访文庙，对诸生讲《见危致命章》，词气激烈。讲完后，分别登城防守。
李自成攻陷北京第三天就大举进攻保定府，军队绵延三百里。攻城数日后，何复亲自去点燃西洋巨炮，着火了，自己被烧伤，差点丧命。李自成军用火箭射中城西北楼，何复于是被烧死，城破。

## 延伸阅读
[在维基数据编辑]
 《明史卷二百九十五》，出自《明史》